# Горлица (хутор)
Горлица — хутор в Глазовском районе Удмуртии в составе сельского поселения Гулёковское.

## География
Находится на расстоянии примерно 14 км на юг-юго-запад по прямой от центра района города Глазов.

## История
Известен с 2010 года.

## Инфраструктура
Комплекс отдыха «Горлица».

## Население
Постоянное население составляло 4 человека в 2012.